# Spicer
Spicer è una città della contea di Kandiyohi in Minnesota, Stati Uniti d'America.